# Pala de Morrano
La Pala de Morrano és una pala que es troba en el terme municipal de la Vall de Boí, a la comarca de l'Alta Ribagorça, i dins del Parc Nacional d'Aigüestortes i Estany de Sant Maurici.

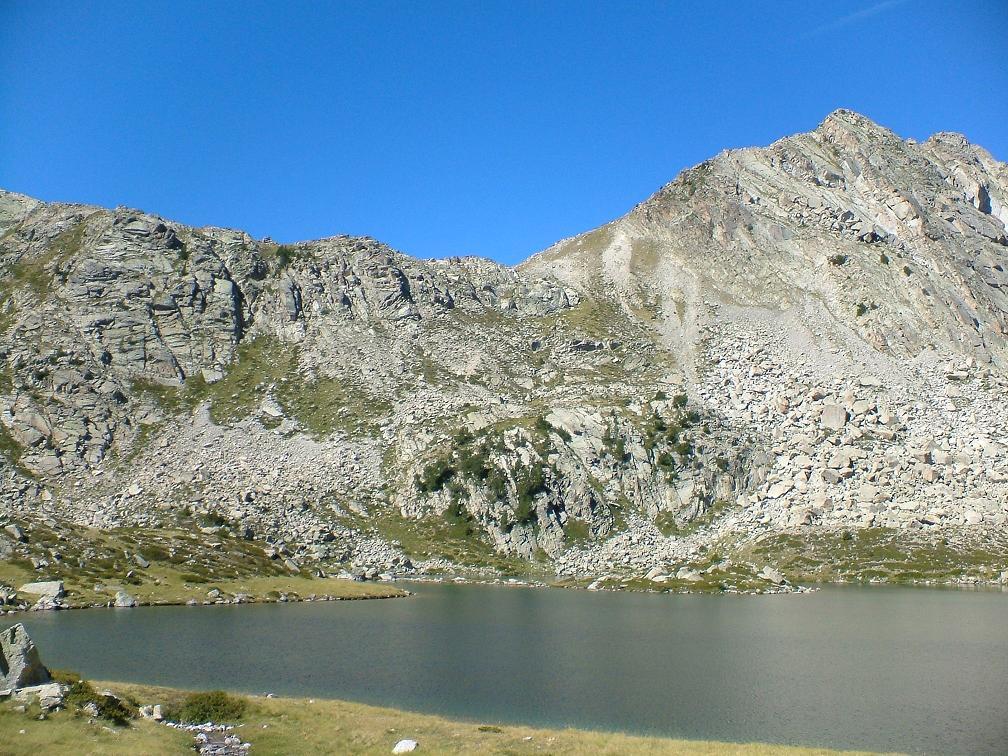
La Collada i la Pala de Morrano, vistes des del nord-est de l'Estany de Dellui.

«Possiblement el nom és l'equivalent ibero-aquità del romànic morro».
El pic, de 2.639,1 metres, s'alça a la carena que delimita les valls de Dellui (NE) i la de Morrano (SO); i está situada al nord-oest de la Collada.

## Rutes[3]
- La ruta més habitual puja al cim des del Pletiu de Damont de Morrano de la Vall de Morrano.
- Una alternativa és buscar la Collada per la Vall de Dellui per atacar el cim.